# Cassandre
A. M. Cassandre, pseudônimo de Adolphe Jean-Marie Mouron, foi um designer, litografista e pintor, franco-ucraniano.
Nascido Adolphe Jean-Marie Mouron, na Carcóvia, Ucrânia, de pais franceses. Durante sua juventude mudou para Paris, onde estudou na École des Beaux-Arts a na Académie Julian. A popularidade de seus pôsteres publicitários lhe deram trabalho numa casa de impressão parisiense. Inspirado pelo cubismo, assim como o surrealismo, conquistou fama com trabalhos como Bûcheron (lenhador), um pôster criado para um marceneiro; o primeiro lugar na Exposition Internationale des Arts Décoratifs et Industriels Modernes em 1925; o pôster do transatlântico SS Normandie,[carece de fontes?] e o monograma da marca Yves Saint Laurent.